# Товажиство-Чарнув
Товажиство-Чарнув (пол. Towarzystwo Czarnów) — село в Польщі, у гміні Лешно Варшавського-Західного повіту Мазовецького воєводства.
Населення — 37 осіб (2011).
У 1975-1998 роках село належало до Варшавського воєводства.

## Демографія
Демографічна структура станом на 31 березня 2011 року:
|          | Загалом | Допрацездатний вік | Працездатний вік | Постпрацездатний вік |
| -------- | ------- | ------------------ | ---------------- | -------------------- |
| Чоловіки | 14      | 2                  | 10               | 2                    |
| Жінки    | 23      | 4                  | 11               | 8                    |
| Разом    | 37      | 6                  | 21               | 10                   |